# Anastasia Pagonis
Anastasia Pagonis ( en griego: Αναστασία Παγώνης; nacida el 2 de mayo de 2004) es una nadadora paralímpica estadounidense. Representó a los Estados Unidos en los Juegos Paralímpicos de Verano de 2020 . Posee un récord mundial y un récord estadounidense dentro de este deporte.

## Carrera deportiva
Pagonis debutó a nivel internacional un evento de la Serie Mundial de Paranatación de 2020 (WPS, por sus siglas en inglés) en Melbourne, Australia, en febrero de 2020, donde ganó la medalla de oro en los 400 metros estilo libre y la medalla de bronce en los 200 metros combinados. También tuvo el octavo lugar en los 50 metros libres y el cuarto lugar en los 100 metros libres.
En el selectivo Paralímpico de EE. UU., Pagonis estableció el récord mundial de 400 libres en la categoría S11 en dos ocasiones, una vez en las preliminares y otra vez en la final. Sus récords aún no habían sido ratificados antes del comienzo de los Juegos Paralímpicos de Verano de 2020. En junio de 2021, Pagonis fue nombrada a la seleccicón de EE. UU. de natación para los Juegos Paralímpicos de Verano de 2020 en Tokio, Japón.
A sus 17 años, Pagonis representó a los Estados Unidos en los Juegos Paralímpicos de Verano de 2020, donde compitió en los 400m libres de la categoría S11 femenil. Estableció un nuevo récord mundial en las preliminares con un tiempo de 4:58.40. En la final, Pagonis volvió a romper su récord mundial con un tiempo de 4:54.49, con el cual ganó la medalla de oro. Esta fue su primera medalla paralímpica y la primera medalla de oro para de Estados Unidos en esos Juegos Paralímpicos. También compitió en los 200m de combinado individual de la categoría SM11 femenil, donde estableció un récord estadounidense con un tiempo 2:45:61 y obtuvo la medalla de bronce.
En el 14 de abril de 2022, Pagonis fue nombrada a la selección de E.E. U.U. en el Campeonato Mundial de Para Natación de 2022. Su debut en el Campeonato Mundial fue el 15 de junio de 2022, donde ganó la medalla de oro en los 200m de combinado individual en la categoría SM11 femenil, con un tiempo de 2:49,73.

## Vida personal
Pagonis tiene un diagnóstico de retinopatía autoinmune, la cual provocó que su vista se deteriorara rápidamente a partir de sus 11 años, y que perdiera la vista a sus 14 años. Pagonis tiene un perro guía llamado Radar, al cual atribuye con haber cambiado su vida y ayudado con la depresión que tuvo debido a su pérdida de visión.  Comparte vídeos en TikTok e Instagram en los que educa a la gente sobre la ceguera. Su familia es originaria de Grecia.